# Deus, o Pai

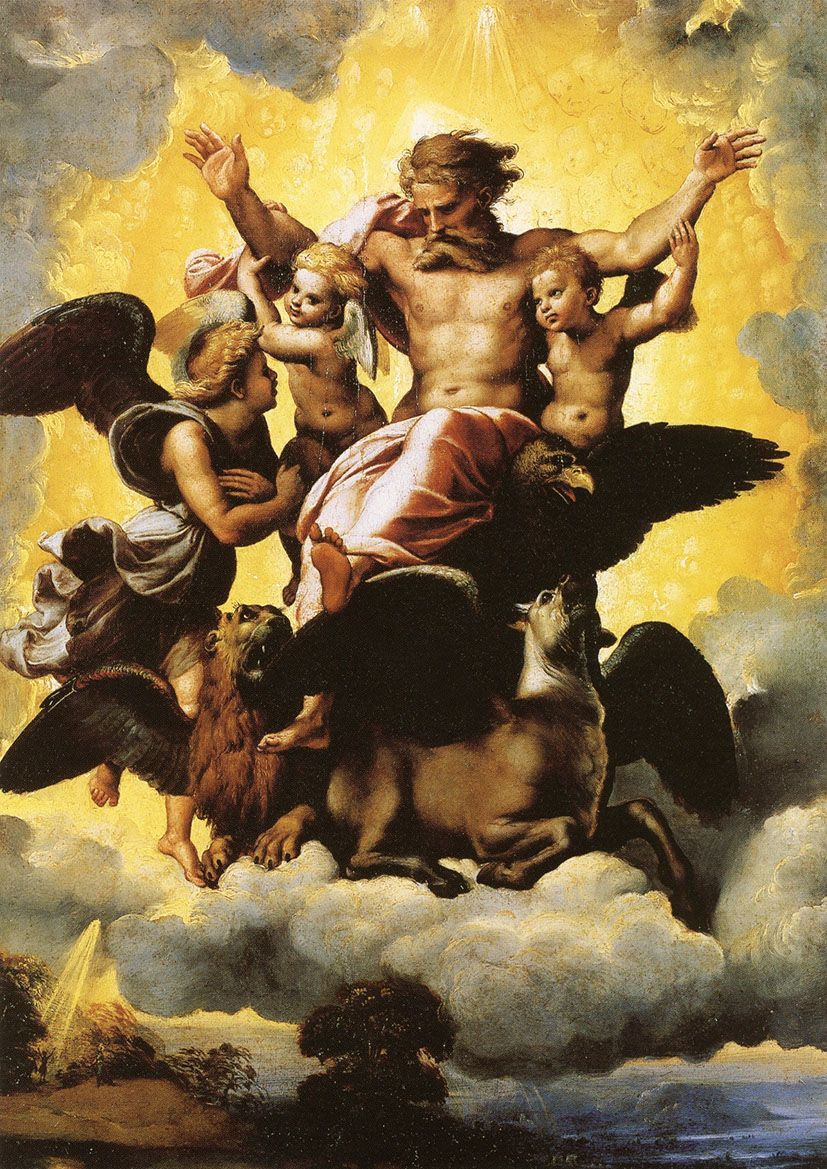
Representação renascentista de Deus Pai em glória na visão do profeta Ezequiel, por Rafael.

Deus, o Pai ou Deus Pai é um título dado a Deus no cristianismo. No cristianismo trinitário, Deus Pai é reconhecido como a primeira Pessoa da Santíssima Trindade, com as outras duas Pessoas sendo Deus Filho, Jesus Cristo e Deus Espírito Santo.
Desde o segundo século, credos cristãos incluem a afirmação na crença em "Deus Pai (todo-poderoso)", principalmente em sua capacidade como "Pai e criador do universo".
O cristianismo ainda explora, de forma metafísica, o conceito de Deus como criador e pai de todos os povos, como indicado no Credo dos Apóstolos (e mais detalhadamente no Credo Niceno), onde a expressão de fé no "Pai todo-poderoso, criador do céu e da terra" é imediatamente — mas separadamente — seguida pela crença em "Jesus Cristo, seu único Filho, nosso Senhor", assim expressando os dois sentidos da paternidade de Deus.